# Elizabeth Bancroft Schlesinger
Pour les articles homonymes, voir Schlesinger.
Elizabeth Bancroft Schlesinger, née le 3 juillet 1886 et morte le 3 juin 1977, est une suffragiste américaine, féministe et pionnière dans le domaine de l'histoire des femmes. La bibliothèque Schlesinger du Radcliffe Institute for Advanced Study est nommée en l'honneur d'Elizabeth Schlesinger et de son mari Arthur M. Schlesinger.

## Biographie
Elizabeth Bancroft naît à Columbus, dans l'Ohio, aînée des trois enfants de Clara Weilnman Bancroft et du journaliste Arthur Bancroft,. Ses parents se séparent et sa mère travaille pour le Bureau des anciens combattants, d'abord à Columbus, puis à Washington.
Elizabeth Bancroft Schlesinger est diplômée de l'université d'État de l'Ohio en 1910. Durant ses études, elle est active dans la vie étudiante, participant au Glee Club, au YWCA, au  journal étudiant Lantern, au History Club, au Pi Beta Phi. Elle est membre du comité de rédaction du Makio, un annuaire universitaire annuel. Elle travaille comme institutrice dans une petite école pour financer ses études. Après avoir obtenu son diplôme, elle enseigne l'histoire et l'anglais à la Central High School de Kalamazoo dans le Michigan. Elle épouse le 5 septembre 1914 à Washington Arthur M. Schlesinger, dont elle a fait la connaissance à l'université. Le couple a trois fils, l'historien Arthur M. Schlesinger Junior et Thomas Bancroft Schlesinger. La famille vit à Columbus jusqu'en 1919, puis dans l'Iowa où Arthur M. Schlesinger enseigne à l'université. En 1924, il est nommé professeur d'histoire à Harvard et la famille s'installe dans le Massachusetts.

## Activités institutionnelles
Elizabeth Bancroft Schlesinger est active dans plusieurs organisations civiques axées sur les droits des femmes et l'enseignement, notamment la Fédération générale des clubs de femmes. Elle est notamment présidente de la Cambridge League of Women Voters. Elle est membre du comité directeur de la section bostonienne de l'American Association of University Women.
Elizabeth Bancroft Schlesinger contribue dans les domaines de l'histoire et de l'histoire des femmes. Elle participe à la vie administrative et intellectuelle des archives des femmes du Radcliffe College, siégeant au conseil consultatif des archives. Elle rédige des articles lors des séminaires des Archives des femmes sur l'histoire des femmes et au Mother's Study Club. Les archives sont renommées Arthur and Elizabeth Schlesinger Library on the History of
Women in America en 1965,.
Elizabeth Bancroft Schlesinger publie des critiques d'ouvrages dans le magazine New England Quarterly et des articles sur les femmes américaines dans des revues historiques et des magazines nationaux. Elle contribue au premier volume du Notable American Women: A Biographical Dictionary. Une liste abrégée de ses publications est la suivante :

## Fin de vie
Arthur M. Schlesinger meurt en 1965. Elle s'installe en 1975 chez son fils Thomas Schlesinger à Williamsburg, en Virginie, où elle meurt en 1977, à l'âge de 90 ans. Sa nécrologie dans le New York Times note que « quand elle avait la vingtaine, Mme Schlesinger a défilé comme suffragette d'avant-guerre ; pour ses 80 ans, elle a défilé avec ses petites-filles lors des manifestations contre la guerre du Vietnam ». Une petite collection d'articles d'Elizabeth Bancroft Schlesinger sur l'histoire des femmes en Amérique est conservée à la bibliothèque Schlesinger.